# Municipio de St. Clair (condado de Butler)
El municipio de St. Clair (en inglés: St. Clair Township) es un municipio ubicado en el condado de Butler en el estado estadounidense de Ohio. En el año 2010 tenía una población de 6908 habitantes y una densidad poblacional de 124,42 personas por km².

## Geografía
El municipio de St. Clair se encuentra ubicado en las coordenadas 39°26′56″N 84°32′12″O / 39.44889, -84.53667. Según la Oficina del Censo de los Estados Unidos, el municipio tiene una superficie total de 55.52 km², de la cual 54.61 km² corresponden a tierra firme y (1.63%) 0.91 km² es agua.

## Demografía
Según el censo de 2010, había 6908 personas residiendo en el municipio de St. Clair. La densidad de población era de 124,42 hab./km². De los 6908 habitantes, el municipio de St. Clair estaba compuesto por el 95.41% blancos, el 2.14% eran afroamericanos, el 0.2% eran amerindios, el 0.17% eran asiáticos, el 0.03% eran isleños del Pacífico, el 0.28% eran de otras razas y el 1.77% pertenecían a dos o más razas. Del total de la población el 1.33% eran hispanos o latinos de cualquier raza.